# Paul Tannery
Paul Tannery (Mantes-la-Jolie, 20 de dezembro de 1843 — Pantin, 27 de novembro de 1904) foi um matemático e historiador das ciências francês.
Seu pai foi engenheiro ferroviário, e a família mudou de residência diversas vezes na França, de acordo com seus projetos de construção. Ele foi para a escola em Mantes, Le Mans e Caen, e estudou a partir de 1860 na École Polytechnique em Paris. Em 1863 deixou a École Polytechnique e entrou na École d´Applications de Tabacs, a fim de trbalhar na indústria de tabaco. Esta decisão foi possivelmente influenciada pelo seu partidarismo da filosofia positivista de Auguste Comte, que propagava um estado organizado de acordo com o moderno método científico. Trabalhou inicialmente na fábrica estatal de tabaco em Lille, de 1865 a 1867, e então em funções administrativas em Paris. Durante a Guerra franco-prussiana de 1870/1871 serviu como capitão de artilharia. Influenciado por seu irmão Jules Tannery começou então a interessar-se pela matemática, e durante um longo período de doença utilizou o tempo aprofundando estudos sobre linguas antigas. Suas primeiras publicações sobre história da matemática surgiram em 1874, quando foi enviado para Bordeaux como fiscal e teve lá contatos com a universidade. Em 1877 foi remanejado para Le Havre. Durante viagens a outros países entrou em contato com outros historiadores da matemática, como por exemplo Hieronymus Georg Zeuthen, Johan Ludvig Heiberg e Moritz Cantor. Em 1883 fixou-se novamente em Paris, onde voltou a ter mais contatos científicos, acesso a bibliotecas e trabalhou intensivamente sobre a matemática grega antiga. De 1886 a 1888 fixou-se novamente na província, em Tonneins, e a partir de 1888 foi diretor de uma fábrica de tabaco em Bordeaux. De 1890 a 1893 atuou novamente no cargo de administrador na central de Paris e a partir de 1893 foi diretor da fábrica de tabaco de Pantin, próximo a Paris.
Suas obras principais são sua história da ciência grega (Pour l'histoire de la science hellène) bem como da geometria grega (La géométrie grecque), de 1887, e sua história da astronomia antiga (Recherches sur l'histoire de l'astronomie ancienne), de 1893.
É o irmão mais velho do matemático Jules Tannery. Em 1881 casou com Marie-Alexandrine Prisset, que editou suas obras após sua morte. De 1891 a 1896 editou as obras de Pierre de Fermat em três volumes. Organizou também edições de Diofanto de Alexandria (2 volumes, 1893-1895) e foi coeditor das obras de René Descartes em doze volumes, de 1897 a 1913.
Foi palestrante convidado do Congresso Internacional de Matemáticos em Heidelberg (1904: Pour l'histoire du problème inverse des tangentes).